# Nicolaus Düben
Nicolaus Düben, född 1657 i Stockholm, död 14 juli 1677 i Landskrona, var en svensk musikant och diskantist.
Düben omnämns första gången som diskantist i Kungliga Hovkapellet endast 7 år gammal. Tio år senare avancerad han till musikant, men lämnade tjänsten 1677.
Samma år deltog han som volontär i Skånska kriget där han omkom i Slaget vid Landskrona.